# Galeodes mosconibronzii
Galeodes mosconibronzii är en spindeldjursart som först beskrevs av Lodovico di Caporiacco 1937.  Galeodes mosconibronzii ingår i släktet Galeodes och familjen Galeodidae. Inga underarter finns listade i Catalogue of Life.